# Losonczi Flórián
Losonczi Flórián (Pusztavacs, 1944. augusztus 31. – ?, 2012. február 3.) labdarúgó, csatár, sportvezető.

## Pályafutása
1963 és 1973 között a Csepel labdarúgója volt. Az élvonalban 1963. augusztus 10-én mutatkozott be a Debreceni VSC ellen, ahol csapata 2–1-es győzelmet aratott. Az élvonalban 177 alkalommal szerepelt és 42 gólt szerzett. Aktív pályafutása befejezése után Csepelen technikai vezető, majd elnökhelyettes lett. 2000 és 2004 között a klub elnöke volt. A 2004-es megszűnést követően a Csepel SC Alapítvány működését támogatta.

## Sikerei, díjai
- Magyar bajnokság
  - 5.: 1968